# موبایل سوت آزادی دانه گاندام
موبایل سوت آزادی دانه گاندام (انگلیسی: Mobile Suit Gundam SEED Freedom)، فیلم اکشن، پویانمایی، نظامی‌گری علمی تخیلی، محصول ۲۰۲۴ از کمپانی بندای نامکو فیلم‌ورکس و به کارگردانی میتسو فوکودا است.